# Idactus bicristipennis
Idactus bicristipennis är en skalbaggsart som beskrevs av Stefan von Breuning 1962. Idactus bicristipennis ingår i släktet Idactus och familjen långhorningar.
Artens utbredningsområde är Ghana. Inga underarter finns listade i Catalogue of Life.